# عمارت چهار صفه رییسی
عمارت چهار صفه رییسی مربوط به دوره ایلخانی ان است و در شهرستان کازرون، بخش کوهمره، دهستان کوهمره، قست غرب روستای دوسیران واقع شده و این اثر در تاریخ ۳۰ بهمن ۱۳۸۶ با شمارهٔ ثبت ۲۰۹۶۱ به‌عنوان یکی از آثار ملی ایران به ثبت رسیده است.